# Умова Оре
У теорії кілець умовою Оре називається деяка властивість елементів некомутативного кільця при якій для кільця можна побудувати кільця часток  із властивостями схожими до комутативного випадку.

## Мотивація
У комутативній алгебрі, локалізація кільця є одним із найважливіших засобів дослідження. При локалізації елементи деякої множини {\displaystyle S} кільця стають оборотними і можуть розглядатися як знаменники. Щоб така конструкція мала зміст необхідно лише щоб множина {\displaystyle S} була мультиплікативною, містила 1 і не містила 0.
При спробі узагальнити цю конструкцію на випадок некомутативних кілець виникає кілька проблем. Хоча можна ввести абстрактні кільця в яких елементи {\displaystyle S} будуть оборотними і які задовольняють деяку універсальну властивість аналогічну до комутативного випадку, але ці кільця загалом мають погані властивості і їх не просто задати. Навіть у випадку кілець без дільників нуля, наприклад, існують кільця які не можна вкласти у тіло, тобто у цьому випадку немає загальної конструкції аналогічної до поля часток.
Більш конкретно, якщо намагатися подібно до комутативного випадку формально розглядати вирази виду as−1, то виникають проблеми із інтерпретацією добутку (as−1)(bt−1). Щоб можна було отримати змістовну конструкцію такого виду потрібно переписати добуток s−1b як b1s1−1. Якщо це можливо, то помноживши  зліва на s і справа на s1, отримаємо еквівалентну умову bs1 = sb1. Відповідно для довільних добутків потрібно для всіх b і s існування b1 і s1 із s1 ≠ 0 і для яких as1 = sa1.
Норвезький математик Ойстен Оре у 1931 році ввів саме цей критерій і показав, що при цьому можна ввести кільця часток із хорошими математичними властивостями . Надалі ідеї Оре були узагальнені Кейзо Асано  і іншими.

## Означення
Нехай {\displaystyle R} є довільним некомутативним кільцем. Нехай {\displaystyle S} є множиною  регулярних елементів (тобто елементів, що не є лівими чи правими дільниками нуля). Ця множина є мультиплікативною, не містить 0 і містить 1 (якщо R є кільцем з одиницею). У випадку кілець без дільників нуля {\displaystyle S=R-\lbrace 0\rbrace }.
Кільце {\displaystyle R} задовольняє праву умову Оре, якщо для всіх елементів {\displaystyle s\in S,a\in R} існують елементи {\displaystyle t\in S,r\in R} для яких {\displaystyle at=sr} або еквівалентно:
{\displaystyle aS\cap sR\neq \emptyset }.
Кільце у якому виконується права умова Оре називається правим кільцем Оре. 
У випадку кілець без дільників нуля {\displaystyle R} задовольняє праву умова Оре, якщо для всіх елементів {\displaystyle a,b\in R-\lbrace 0\rbrace } виконується умова:
{\displaystyle aR\cap bR\neq \lbrace 0\rbrace },
тобто {\displaystyle a} і {\displaystyle b} мають деяке спільне кратне справа окрім 0.
Еквівалентно можна ввести означення лівої умови Оре і лівого кільця Оре.

## Кільця і тіла часток

### Класи еквівалентності
Якщо кільце {\displaystyle R} задовольняє праву умову Оре, то можна сформувати кільце правих часток подібно до того, як утворюється кільце часток для комутативного кільця. Елементами кільця часток будуть вирази виду
{\displaystyle a/s} де {\displaystyle a\in R,s\in R\lbrace 0\rbrace }.
Дві «частки» {\displaystyle a/s} і {\displaystyle a'/s'} вважаються рівними якщо існують елементи {\displaystyle b,b'} для яких {\displaystyle sb=s'b'\in S} і {\displaystyle ab=a'b'}. (Формально, вводиться відношення еквівалентності на множині {\displaystyle R\times (R-\lbrace 0\rbrace )}, і {\displaystyle a/s} позначає клас еквівалентності {\displaystyle (a,s)}.)

### Арифметичні операції
Для введених «часток» можна ввести операції додавання і множення. А саме для {\displaystyle a/s} і {\displaystyle b/t} згідно умови Оре існують регулярні елементи {\displaystyle x,y\in S} для яких {\displaystyle sx=ty.} Тоді додавання задається як {\displaystyle a/s+b/t=(ax+by)/sx.}
Також для {\displaystyle a/s} і {\displaystyle b/t} згідно умови Оре існують {\displaystyle c\in R,d\in S} для яких {\displaystyle sc=bd} і множення можна ввести як {\displaystyle a/s\cdot b/t=ac/td.}
Введені операції додавання і віднімання є коректними, тобто не залежать від представників класів еквівалентності часток і від елементів {\displaystyle x,y\in S} і {\displaystyle c\in R,d\in S} із умов Оре.
Усі частки із операціями додавання і множення утворюють кільце, яке позначається {\displaystyle RS^{-1}} або {\displaystyle Q_{cl}^{r}(R)} і називається класичним правим кільцем часток. 
Усі елементи {\displaystyle s/s,\;s\in S} утворюють одну частку (належать одному класу еквівалентності). Цей клас є одиницею у кільці {\displaystyle RS^{-1}}.
Аналогічно можна ввести означення лівого кільця чи тіла часток. Варто зауважити, що кільце може задовольняти праву умову Оре і не задовольняти ліву і навпаки. Проте, якщо кільце є одночасно лівим і правим кільцем Оре (або просто кільцем Оре), тоді відповідні ліві і праві кільця часток є ізоморфними.

### Канонічне вкладення у кільце часток
Для будь-якого {\displaystyle a\in R} елементи {\displaystyle as/s,\;s\in S} належать одному класу і визначається ін'єктивний гомоморфізм {\displaystyle \phi :a\mapsto as/s,} що є вкладенням {\displaystyle R} у {\displaystyle RS^{-1}}.
Кільця правих часток {\displaystyle RS^{-1}} і ін'єктивний гомоморфізм кілець {\displaystyle \phi :R\rightarrow RS^{-1}}, задовольняють умови:
- Для всіх {\displaystyle s\in S}, {\displaystyle \phi (s)} є оборотним елементом.
- Кожен елемент {\displaystyle RS^{-1}} можна записати як {\displaystyle \phi (a)\phi (s)^{-1}} для деяких {\displaystyle a\in R,s\in S}.

### Теорема Оре
Теорема Оре: Для кільця {\displaystyle R} існує вкладення {\displaystyle \phi :R\rightarrow RS^{-1}} у кільце з одиницею {\displaystyle RS^{-1}}, що задовольняє дві вказані умови, якщо і тільки якщо {\displaystyle R} є правим кільцем Оре.

### Тіло часток
Якщо {\displaystyle R} є кільцем без дільників нуля, то його кільце правих часток {\displaystyle Q^{r}(R)} буде тілом і ця конструкція узагальнює поле часток для комутативних областей цілісності.
До того ж виконується універсальна властивість
Якщо {\displaystyle \alpha :R\rightarrow R'} є гомоморфізмом кілець для якого {\displaystyle \alpha (a)} для всіх {\displaystyle a\neq 0} є оборотним елементом у {\displaystyle R'} тоді {\displaystyle \alpha } однозначно продовжується до гомоморфізму {\displaystyle {\hat {\alpha }}:Q^{r}(R)\rightarrow R'.}

## Властивості і приклади
- Кожне (ліве чи праве) кільце Нетер без дільників нуля задовольняє (ліву/праву) умову Оре.
- Кільце без дільників нуля є (правим/лівим) кільцем Оре якщо і тільки якщо воно є рівномірним (лівим/правим) модулем над собою, тобто перетин двох ненульових підмодулів завжди буде ненульовим підмодулем.
- Кільце цілих кватерніонів є кільцем Оре і його тілом часток є тіло раціональних кватерніонів.
- Довільне комутативне кільце є кільцем Оре і звичайна локалізація є кільцем часток.
- Нехай {\displaystyle k} — поле, {\displaystyle k[x]}— кільце многочленів від змінної {\displaystyle x} і {\displaystyle k(x)}— кільце раціональних функцій над {\displaystyle k} від змінної {\displaystyle x}. Тоді кільце

{\displaystyle R={\begin{pmatrix}k&k[x]\\0&k[x]\end{pmatrix}}}
є правим кільцем Оре із кільцем правих часток
{\displaystyle R={\begin{pmatrix}k&k(x)\\0&k(x)\end{pmatrix}}}.
Проте це кільце не є лівим кільцем Оре оскільки
{\displaystyle S\cdot {\begin{pmatrix}0&1\\0&0\end{pmatrix}}\cap R\cdot {\begin{pmatrix}1&0\\0&x\end{pmatrix}}=\emptyset }
тобто ліва умова Оре порушується.

## Узагальнення
Означення кільця (правих) часток {\displaystyle RS^{-1}} можна модифікувати для більш загальних множин {\displaystyle S} (замість «класичної» множини регулярних елементів кільця {\displaystyle R}). В загальному випадку проте гомоморфізм {\displaystyle \phi } може не бути ін'єктивним. Натомість виконується умова:
ker {\displaystyle \phi =\lbrace a\in R:\exists \;s\in S\;\;as=0\rbrace }.
Кільце (правих) часток щодо множини {\displaystyle S} можна побудувати якщо і тільки якщо {\displaystyle S} задовольняє властивості:
- Для всіх {\displaystyle s\in S,a\in R} існують елементи {\displaystyle t\in S,r\in R}, для яких {\displaystyle at=sr} , (узагальнення умови Оре для {\displaystyle S}.)
- Якщо для {\displaystyle a\in R} існує елемент {\displaystyle s\in S} для якого {\displaystyle sa=0}, то існує також {\displaystyle s'\in S} із властивістю {\displaystyle as'=0}.